# Elisabeth Paatz
Elisabeth Paatz, geborene Maria Elvira Elisabeth Valentiner, (* 25. Dezember 1900; † Juni 1991 in Heidelberg) war eine deutsche Kunsthistorikerin.

## Leben
Elisabeth Valentiner war die Tochter des Ministerialbeamten Justus Theodor Valentiner (1869–1952) und seiner Ehefrau  Marie, geb. Pagenstecher (1879–1968). Einer ihrer Cousins war der Kunsthistoriker Wilhelm Reinhold Valentiner. Sie studierte Kunstgeschichte und wurde 1927 bei Georg Vitzthum von Eckstädt an der Universität Göttingen promoviert. 1935 heiratete sie in Göttingen den Kunsthistoriker Walter Paatz. Diesem folgte sie an seine Wirkungsstätten Frankfurt und Heidelberg. Gemeinsam bearbeiteten sie das sechsbändige Handbuch Die Kirchen von Florenz (1940–1954).

## Veröffentlichungen (Auswahl)
- Karel van Mander als Maler (= Zur Kunstgeschichte des Auslandes 132). Heitz, Straßburg 1930 (Dissertation).
- Pellegrino Pellegrini, called Tibaldi (1527–1596): the Virgin and Child. In: Old master drawings 6, 1931/32, S. 48–49
- Hans Speckaert. In: Städel-Jahrbuch 7/8, 1932, S. 163–171.
- Zeichnungen des Giov. Franc. Bezzi, genannt Nosadella. In: Mitteilungen des Kunsthistorischen Institutes in Florenz 4, 1932/34, S. 131–133.
- mit Walter Paatz: Die Kirchen von Florenz. Ein kunstgeschichtliches Handbuch. 6 Bände. Vittorio Klostermann, Frankfurt am Main 1940–1954.
- Lebensbilder aus der Familie Valentiner zwischen 1830 und 1970. Verfaßt von nahen Verwandten, gesammelt und herausgegeben von Elisabeth Paatz geb. Valentiner. Winter, Heidelberg 1976, ISBN 3-533-02507-1.